# ZB vz. 24
Il Zbrojovka Brno puška vzor 24 o solo ZB vz. 24 era un fucile a otturatore girevole-scorrevole progettato e prodotto in Cecoslovacchia dal 1924 al 1942. Era ispirato al famoso Mauser Gewehr 98, del quale mutuava fedelmente l'otturatore.

## Storia
Il fucile, progettato poco dopo la prima guerra mondiale da Vaclav Holek, ricalcava l'impostazione delle armi coeve, rispetto alle quali tuttavia era caratterizzato dalla canna lunga 600 mm, più corta e maneggevole di quella del Gewehr 98, più lunga di 150 mm; per tale motivo l'arma è definita spesso come carabina. Era prodotto dalla Zbrojovka Brno.

### Periodo interbellico
Il vz. 24 fu largamente esportato e impiegato sia durante che dopo la guerra, in particolare da Romania, Persia imperiale, Guatemala, Cina. La maggior parte dei lotti destinati ai paesi sudamericani erano camerati per le munizioni 7 × 57 mm Mauser e 7,65 × 53 mm Argentine. Circa 100.000 fucili furono acquistati dall'esercito boliviano, che li impiegò, insieme con altri fucili tipo Mauser, durante la guerra del Chaco (1932-1935).
Una fornitura di 15.000 fucili, denominati 24L, fu acquisita dalla Lituania tra il 1935 ed il 1936.
Il vz. 24 fu impiegato nella guerra civile spagnola dalle truppe repubblicane catalane. Circa 40.000 fucili furono ordinati per questo fronte dall'Unione sovietica; le armi furono imbarcate a Murmansk insieme ad altri materiali (carri T-26 e cannoni campali francesi da 76 mm). La nave cargo francese Gravelines, che trasportava tutto il materiale, riuscì a sbarcarlo a Bordeaux, da dove fu trasportato via terra attraverso la frontiera fino alla Catalogna. Benché giunti tardi, il vz. 24 fu impiegato in Catalogna e sulla costa mediterranea della penisola iberica, in particolare nella battaglia dell'Ebro, dove ebbe ottimi risultati nonostante la vittoria fascista. Dopo la sconfitta della Seconda repubblica spagnola, il Generalissimo Francisco Franco immagazzinò tutti i fucili sopravvissuti alla guerra e nel 1959 li vendette alla Interarms.

### Seconda guerra mondiale
Dopo l'occupazione tedesca della Cecoslovacchia nel 1939, i tedeschi requisirono le scorte esistenti di vz. 24 e ne proseguirono la produzione. Il vz. 24 venne immesso in servizio senza difficoltà logistiche, poiché la somiglianza con il Kar 98k semplificava l'addestramento e l'approvvigionamento della stessa munizione 7,92 × 57 mm Mauser. Dall'inizio della guerra la Wehrmacht equipaggiò 11 divisioni con il fucile. La denominazione tedesca completa era Gewehr 24(tschechoslowakisch), abbreviato in G 24(t), ovvero "fucile modello 24 (cecoslovacco)". L'arma fu fornita anche alla Repubblica Slovacca, stato fantoccio alleato della Germania nazista.
In tutto per l'Esercito cecoslovacco furono prodotti 762.000 fucili, mentre altri 330.050 per la Wehrmacht.

### G 24(t)
Dopo l'invasione della Cecoslovacchia nel 1939 la produzione del vz. 24 e della versione corta alleggerita ZB vz. 33 continuò regolarmente. Il vz. 24 originale differiva solo nei dettagli dal tedesco Kar 98k: l'azione era identica, così come erano simili le dimensioni e l'impostazione generale. Le differenze principali erano estetiche: il manubrio dell'otturatore diritto, le differenti magliette per la cinghia di trasporto, il calcio in legno di noce massello invece che in laminato, il copricanna superiore completo e l'alzo posteriore tarato a 300 metri invece che 100.
Il G 24(t) prodotto sotto il controllo tedesco incorporò progressivamente alcune caratteristiche del Kar 98k, fino a quando nel 1942 l'impianto produttivo di Považská Bystrica passò direttamente alla produzione del Mauser. L'impianto di Brno lo seguì nel 1943, interrompendo la produzione della carabina G 33/40 (t).

### Vz. 24 rumeni
Gli stabilimenti cecoslovacchi, dopo l'invasione tedesca, iniziarono a utilizzare delle speciali marche per punzonare i fucili vz. 24 destinati alla Romania, alleata dell'Asse durante la guerra. I fucili rumeni avevano nel numero di serie una lettera seguita da una "R" (per esempio "SR 1xxx"). I codici da "AR" a "YR" rappresentavano i differenti periodi di produzione, in ognuno dei quali venivano realizzate 25.000 armi, per un totale di 625.000 fucili rumeni. I vz. 24 rumeni furono impiegati in Ucraina, Bessarabia ed a Stalingrado, fino a quando, nel 1944, Michele I di Romania si unì agli Alleati.

## Produzione postbellica
La produzione del Gewehr 24(t) negli impianti cecoslovacchi proseguì dopo la fine della guerra, con la denominazione vz. 98N; armò i militari cecoslovacchi fino al 1952 circa e venne ampiamente esportato.
Si distingueva dai precedenti modelli per l'adozione di un nuovo serbatoio in lamiera d'acciaio stampata, privo di fondo staccabile (cosicché per la pulizia il blocco serbatoio-ponticello doveva essere svitato e rimosso completamente), con un ponticello del grilletto maggiorato per consentire l'uso di guanti invernali pesanti. Le viti di smontaggio che bloccavano la corsa dell'otturatore assicurando l'azione ed il grilletto alla cassa vennero rimosse. Le casse erano in legno massello di faggio, con magliette porta-cinghia laterali (come sul Kar 98k), ma non avevano la scanalatura per la bacchetta nettatoia. Sul calcio aveva un calciolo tedesco di fine guerra modello "Kriegsmodell". Sulla pala del calcio era fissata la placca per lo smontaggio del percussore dall'otturatore.
L'impiego più noto di questi fucili si ebbe durante la Guerra arabo-israeliana del 1948, in seguito all'acquisto da parte degli intermediari dell'Haganah ed il successivo contrabbando in Palestina prima della fine del Mandato britannico il 14 maggio dello stesso anno. Le spedizioni verso Israele continuarono anche dopo l'indipendenza e riguardarono sia fucili di nuova produzione che di surplus della seconda guerra mondiale, insieme ad altro materiale di modello tedesco. Con l'adozione del fucile d'assalto FN FAL da parte dello stato ebraico nel 1955, i fucili cecoslovacchi furono tra i Mauser israeliani convertiti al calibro 7,62 × 51 mm NATO come armi di riserva.

### Bernopersiani
Il fucile arrivò molto presto in Iran (allora Persia), dove era conosciuto come Berno, dal nome della città di Brno, dove l'arma era originariamente prodotta. Il fucile Mauser Gewehr 98 fu selezionato dall'Esercito iraniano durante il regno di Reza Shah Pahlavi, ma l'Iran non ordinò nessun fucile dalla Germania, preferendo fornirsi della variante cecoslovacca, il vz. 24 appunto. La CZ produsse due versioni per l'Iran, una versione lunga paragonabile al G 98, designata vz. 98/29, ed una versione corta (carabina) denominata vz. 30. Entrambe erano ufficialmente designate Modello del 1930 (o 1309, secondo il calendario iraniano).
Alla fine degli anni quaranta la Taslihat-e Artesh (Fabbrica di armi dell'esercito) di Teheran, conosciuta anche popolarmente come Mosalsal-sazi (Fabbrica di mitragliatrici), avviò la produzione in loco dei modelli Berno. I macchinari ed il know-how necessari furono forniti dalla Škoda, che vantava una lunga storia di collaborazione con l'Iran. Furono prodotti due modelli: il Berno lungo ed una versione corta su licenza CZ; inizialmente quest'ultima era una copia della carabina Modello 1930, ma venne presto rimpiazzata da una versione leggermente modificata chiamata Modello del 1949 (1328 secondo il calendario iraniano) o Berno kootah (Berno corta).
Le uniche differenze tra la produzione locale e quella cecoslovacca si ritrovano nelle marche ai lati del castello, sostituite con la scritta "sakht-e aslah-e sazi-e artesh" (prodotto dalla Fabbrica d'armi dell'esercito).
I Berno rimasero l'arma standard della fanteria iraniana fino al 1960, quando vennero rimpiazzati dai più moderni fucili semiautomatici M1 Garand americani. Relegato brevemente all'uso da parte della gendarmeria e dei guardacaccia, venne poi dismesso dall'uso attivo. Negli anni settanta era ancora usato nelle cerimonie ufficiali.
I Berno trovarono impiego operativo nelle numerose rivolte tribali in Kurdistan contro il colpo di Stato contro Mohammad Mossadeq. Durante la rivoluzione islamica del 1979, il fucile ricomparì nelle mani di rivoluzionari e uomini delle tribù, che non avevano mai abbandonato i loro Berno. Oltre ai ribelli, anche il governo islamico ebbe un impiego particolare per i Berno: nella preghiera del venerdì durante le cerimonie ufficiali, il celebrante doveva avere, ed ha ancora, l'"arma del giorno" al suo fianco, in accordo con la tradizione del profeta Maometto, che in questa occasione portava la spada al fianco.

## Utilizzatori
- Bolivia
- Brasile
- Cina
- Taiwan
- Colombia
- Cecoslovacchia
- Ecuador
- El Salvador
- Estonia
- Guatemala
- Persia imperiale
- Israele
- Indonesia
- Giappone
- Lettonia
- Liberia
- Lituania
- Malaysia
- Messico
- Germania
- Paesi Bassi
- Nicaragua
- Paraguay
- Perù
- Romania
- Corea del Sud
- Siam
- Slovacchia
- Spagna
- Turchia
- Uruguay
- Venezuela
- Jugoslavia